# クオンテッジ
クオンテッジ・キャピタル（英：Quantedge Capital）は、シンガポールとニューヨークに拠点を置オルタナティブ投資の投資顧問会社。主力のクオンテッジ・グローバル・ファンドは、富裕層、ファミリーオフィス、機関投資家を対象に20億米ドル以上の資産を運用している。

## 会社概要
クオンテッジ・キャピタルは2006年設立。シンガポールとニューヨークに拠点を置き、70人近くの従業員を擁している。

## 投資戦略
クオンテッジは、統計モデルをベースにしたシステマチック投資戦略を使用し、債券、株式、コモディティ、通貨、再保険など主要な資産クラスに先物などを利用して投資している。 ファンドの投資ユニバースは200を超える商品があり、うち約90％に投資、単一の商品へのアロケーションを5％以下としている。 したがって、ポートフォリオは極めて分散されており、この「超分散」はポートフォリオ全体のリスク調整後リターンを高めるのに役立つとマネージャーが信じているためである。また、当戦略は動態的な資産配分戦略を使用しており、魅力的な商品をオーバーウェイトし、そうではない商品をアンダーウェイトする。また、クオンテッジは、ポートフォリオ全体のリスクの目標レベル、年約30％に設定しており、短期のデイトレード戦略を採用していない。 数週間から数年に及びポジションを保持している。

## 投資収益率
2006年10月の設定来、クオンテッジ・グローバル・ファンドは、手数料を差し引いた後の年間リターンが平均+ 20％を超えている。当ファンドは、2008年（-22.6％）、2015年（-18.3％）、2018年（-29％）を除いて、設定来ほとんどの年にプラスのリターンをもたらしてきた。その最大の年間リターンは、2010年に82％のリターンだった。この継続的な高いリターンは、ヘッジファンド業界でも当ファンドを際立たせた。 調査統計会社HFR Incのデータによると、2016年6月末時点で世界のヘッジファンドの年間平均リターンが＋3.6％であるのに対し、同様のクオンツファンドは同期間に年リターンが5％だった。
| 2006年 | 2007年 | 2008年 | 2009年 | 2010年 | 2011年 | 2012年 | 2013年 | 2014年 | 2015年 | 2016年 | 2017年 | 2018年 | 2019年 | 2020年 | 平均 | 合計   |
| ------ | ------ | ------ | ------ | ------ | ------ | ------ | ------ | ------ | ------ | ------ | ------ | ------ | ------ | ------ | ---- | ------ |
| 36％   | 19％   | -23％  | 47％   | 82％   | 33％   | 39％   | 9％    | 29％   | -18％  | 27％   | 38％   | -29％  | 71％   | 7%     | 22％ | 1524％ |

出典：ブルームバーグ、2006年のリターンは10月以降である。
クオンテッジ・グローバル・ファンドの実績は、アジアヘッジ、 ブルームバーグ、バローンズ、HSBC、ステガ・キャピタルなどでランク付けの中でも最も成功したヘッジファンドの1つとなっている。 過去に同様のパフォーマンスを長期的に維持してきた注目すべきヘッジファンドには、ルネサンス・テクノロジーズのメダリオン・ファンドとジョージ・ソロスのクォンタムファンドが挙げられる。

## 批判

### ターゲットボラティリティが高い
クオンテッジは、他のヘッジファンドと比較して、高レベルのトータルリスクを目標としている。 その結果、当ファンドはその戦略の性質上定期的に10％から40％を超えるマイナスを経験すると予想している。2008年の金融危機の期間、クオンテッジは45％の最大ドローダウンまたはマイナスを経験した後、年初来を22％のマイナスで終えた。また、2020年3月、クオンテッジは月間最大の28％のマイナスを経験した。したがって、クオンテッジ・キャピタルは、その戦略を理解し、短期の高ボラティリティに耐えることができ、長期的に投資できる投資家のみを受け入れている。

### 複数年のロックアップ
2018年2月以降、当ファンドへの新規投資はすべて新しいシェアクラス、運用資産の82％が、3年以上解約できないクラスとされている。

## その他
シンガポールに本拠を置く投資顧問会社であるステガ・キャピタル (Stega Capital) は、クオンテッジへの間接投資を促進するためにアルティクオンツ・グローバル・ファンド (Altiquant Global Fund) を設立した。